# Khoa học năm 2025
Các sự kiện khoa học sau đây đã xảy ra hoặc dự kiến xảy ra vào năm 2025. Liên Hợp Quốc tuyên bố năm 2025 là Năm quốc tế về Cơ học lượng tử và Điện toán lượng tử.

## Sự kiện

### Tháng Một
- Ngày 1: Dữ liệu đo từ xa chi tiết từ Parker Solar Probe được nhận sau khi nó đi qua vành nhật hoa của Mặt Trời.[1]
- Ngày 2:
  - Dấu vết hóa thạch khủng long lớn nhất từng được tìm thấy ở Vương quốc Anh được báo cáo tại một mỏ đá ở Oxfordshire, bao gồm 200 dấu chân khổng lồ được tạo ra vào giữa kỷ Jura.[2]
  - Các kỹ sư sinh học tại Đại học Rice báo cáo đã phát triển một "bộ dụng cụ xây dựng" mới để xây dựng các mạch cảm biến và phản ứng tùy chỉnh trong tế bào người.[3][4]